# Jean-Paul Harney
Pour les articles homonymes, voir Harney.
Jean-Paul Harney, ou John Paul Harney, né le 2 février 1931 à Québec et mort le 4 octobre 2021, est un professeur et un homme politique canadien.

## Biographie
Il a été professeur de humanities à l'université York, de Toronto (Ontario, Canada).
Il fut le candidat du Nouveau Parti démocratique (NPD) lors de plusieurs élections fédérales dans les circonscriptions ontariennes de Wellington-Sud (en 1962, 1963 et 1965) et de Scarborough-Ouest (en 1972, 1974, 1979 et 1980). En 1971, il fut candidat à la chefferie du NPD fédéral et arriva en troisième position, derrière David Lewis et James Laxer.
Il fut élu député à la Chambre des communes du Canada dans la circonscription de Scarborough-Ouest lors de l'élection générale fédérale de 1972 mais fut défait lors de l'élection générale suivante en 1974.
Il revint au Québec et en 1984 il devint le chef du Nouveau parti démocratique du Québec (NPDQ) et contribua à sa relance ainsi qu'à sa refondation en 1985 en tant que parti politique provincial. Il fut candidat du NPD dans la circonscription québécoise de Lévis lors des élections fédérales de 1984 et de 1988. Il a été candidat du NPDQ dans la circonscription de Louis-Hébert lors de l'élection générale québécoise de 1985. Il démissionna comme chef du NPDQ en 1988.
Il vit en Ontario jusqu'à sa mort.